# 포르나이넨

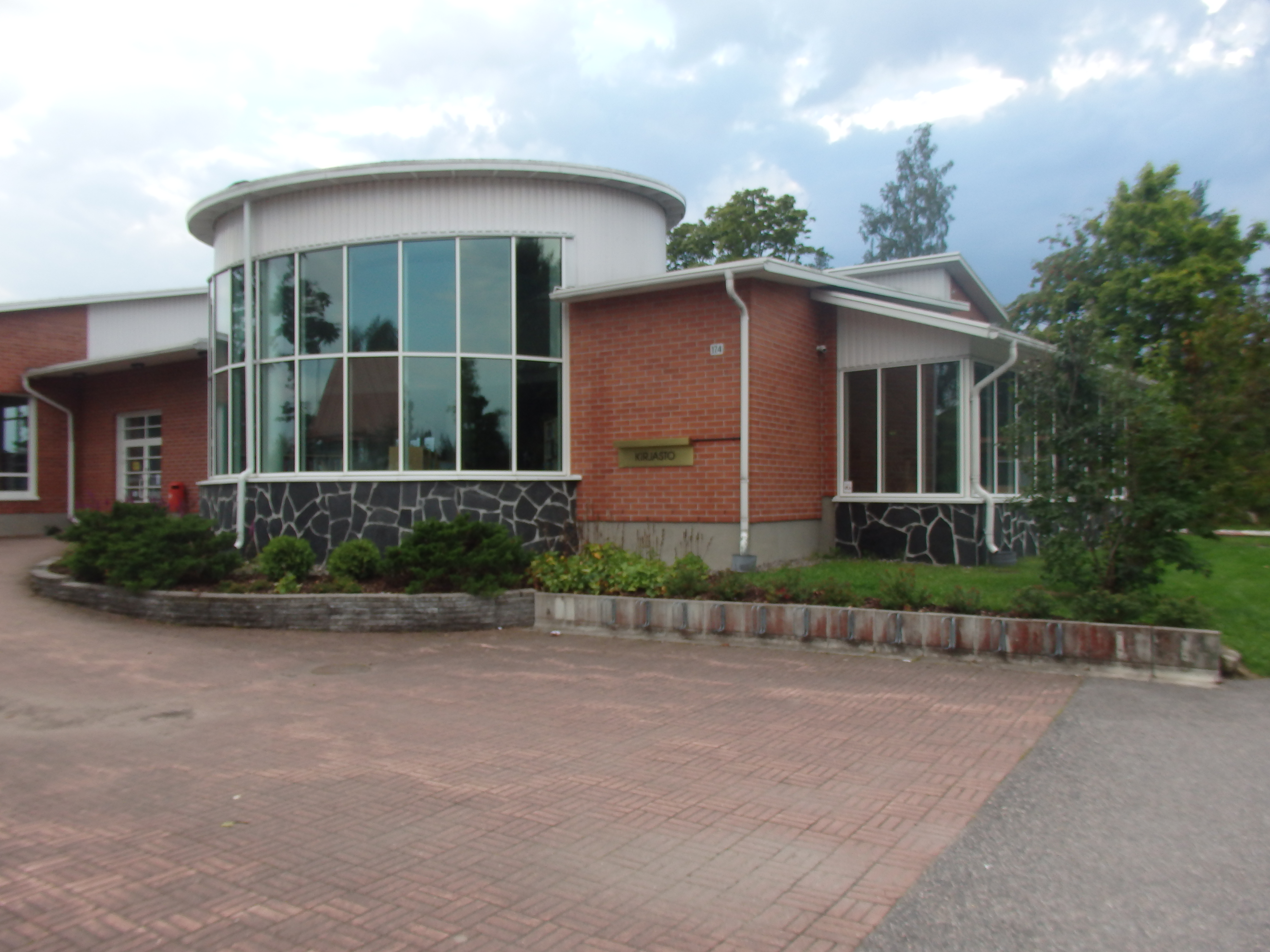
포르나이넨 도서관

포르나이넨의 위치

포르나이넨(핀란드어: Pornainen, 스웨덴어: Borgnäs 보리네스[*])은 핀란드 우시마 지역에 위치한 도시로 면적은 146.52km2, 인구는 5,108명(2016년 3월 31일 기준), 인구 밀도는 34.87명/km2이다.

시 문장